# Johan Hinric Cygnæus
Johan Hinric Cygnaeus, född 1765, död 1814, var en finländsk präst. Han var son till Zacharias Cygnaeus den äldre och bror till Zacharias Cygnaeus den yngre.
Cygnaeus blev pastor i svenska församlingen i Sankt Petersburg 1792, men fick avsked 1798 efter att ha blivit misstänkt för politiska förbindelser med Finland. År 1799 blev han kyrkoherde i Rantasalmi, och 1803 kontraktsprost. Cygnaeus blev känd som en utomordentlig predikant.